# Fleming (Kolorado)
Fleming – miasto w Stanach Zjednoczonych, w stanie Kolorado, w hrabstwie Logan.